# Obchtchaga
Pour plus de détails, voir Fiche technique et Distribution.
Obchtchaga (Общага) est un film russe réalisé par Roman Vasianov, sorti en 2021,,.

## Fiche technique
Sauf indication contraire, les informations mentionnées dans cette section peuvent être confirmées par la base de données cinématographiques IMDb,  présente dans la section « Liens externes ».
- Titre original : Общага
- Titre international : Hostel
- Photographie : Alexandre Alexandrov
- Décors : Anastasiia Karimulina, Lioudmila Rybalko
- Montage : Sergueï Ivanov

## Distinctions

### Nominations
- 20e cérémonie des Aigles d'or : meilleure actrice pour Irina Starchenbaum et meilleure photographie